# Chanchaga
Chanchaga è una delle aree a governo locale (local government areas) in cui è suddiviso lo stato di Niger, nella Repubblica Federale della Nigeria. Si estende su una superficie di 72 km² e conta una popolazione di 201.429 abitanti.